# Guglia Rossa
La Guglia Rossa (2.545 m s.l.m. - in francese Aiguille Rouge) è una montagna delle Alpi del Moncenisio nelle Alpi Cozie. Si trova in Francia (Alte Alpi), in comune di Névache.

## Caratteristiche

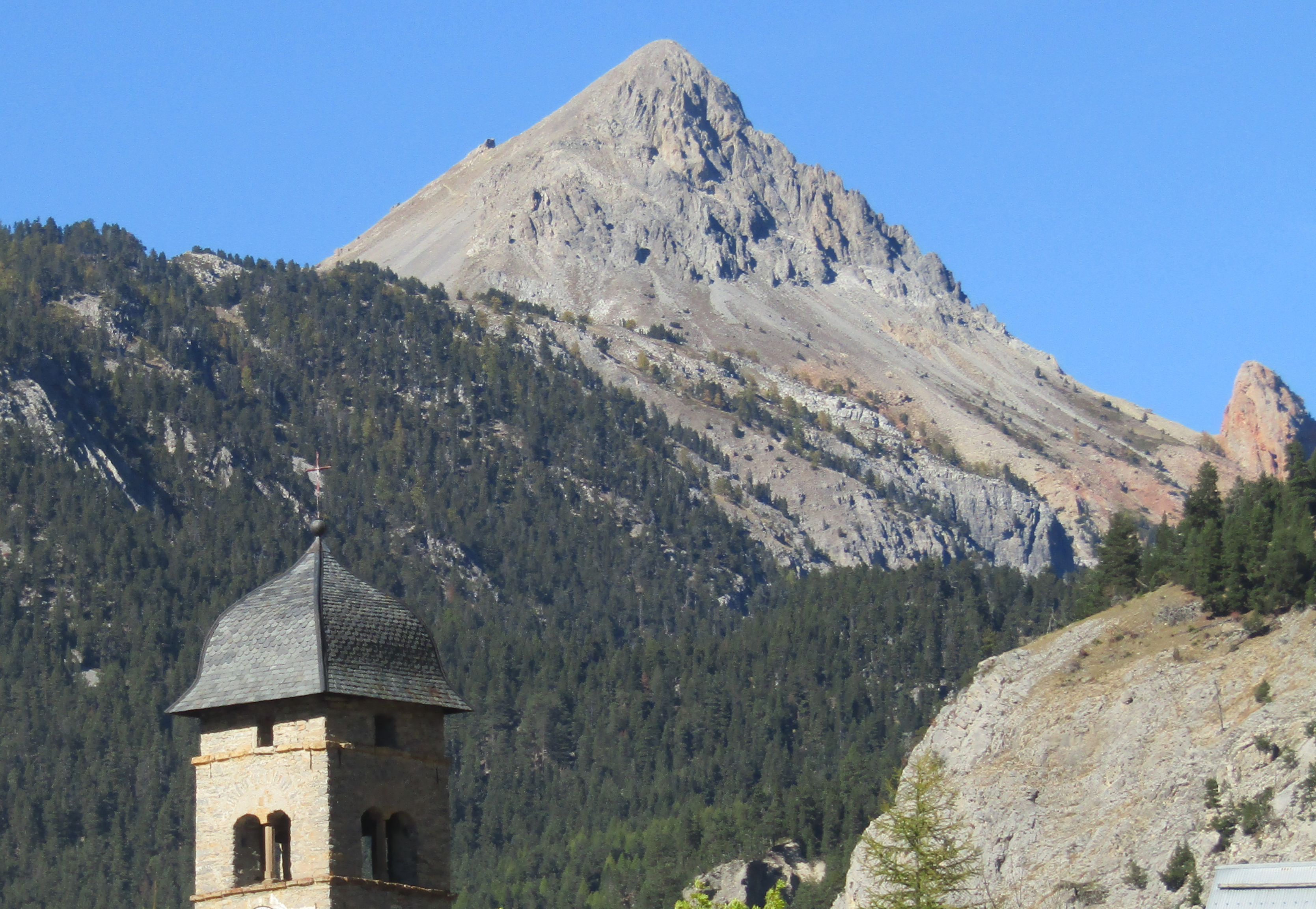
Vista da Plampinet (Névache)

La montagna fa parte della catena principale alpina ed è collocata immediatamente a ovest del Colle della Scala, tra la Valle Stretta e la Valle della Clarée.

## Storia
La montagna, che un tempo era collocata sulla frontiera tra Italia e Francia, è oggi passata interamente alla Francia a seguito del trattato di Parigi.

## Accesso alla cima
Dal versante che guarda verso l'Italia appare come montagna rocciosa e riservata ad abili rocciatori mentre dal versante verso Névache è possibile la risalita con un comodo sentiero.

## Cartografia
- Cartografia ufficiale francese dell'Institut géographique national (IGN),  consultabile online, su geoportail.gouv.fr.
- Istituto Geografico Centrale - Carta dei sentieri e dei rifugi scala 1:50.000 n. 1 Valli di Susa Chisone e Germanasca